# 非常父子檔
《非常父子檔》（韓語：메이킹 패밀리／英文：Making Family）是由中、韓合作的愛情喜劇片。2016年11月4日，於中國上映。由文梅森、李治廷與金荷娜主演，是一部因為捐精生子而引發的喜劇愛情故事。

## 劇情簡介
美豔（金荷娜）數年前透過精子捐贈，懷胎生下顧泰豐（文梅森）。泰豐懂事後只想找到親生爸爸，一天，泰豐駭進了醫院的資料庫之中，發現了隱藏在自己身世之中的秘密，千里迢迢到中國尋父。想不到親生爸爸是高富帥的黃金單身漢周力岩（李治廷），意外得子讓周力岩崩潰，恨不得馬上甩掉這個拖油瓶。父子倆在你追我跑的情況下，引發一連串啼笑皆非的烏龍事件，感情也日漸加深。從韓國趕來找兒子的媽媽美豔，也和周力岩在嘻笑怒罵中產生情愫……

## 演員陣容
- 文梅森 飾 顧泰豐，天才兒童
- 金荷娜 飾 顧美豔，泰豐的單親媽媽
- 李治廷 飾 周力岩，年輕時因烏龍捐精成為泰豐生理上的爸爸
- 劉松仁 飾 周楚興，力岩的爸爸
- 苑瓊丹
- 呂中 飾 王奶奶
- 丹琳 飾 坤靈

## 外部連結
- 開眼電影網上《非常父子檔》的資料（繁體中文）
- 时光网上《非常父子檔》的資料（简体中文）